# 小牧憲継
小牧 憲継（こまき のりつぐ、1983年7月17日 - ）は、京都府京都市北区出身の日本の高校野球指導者。京都国際高等学校社会科教諭。

## 経歴
京都市立加茂川中学校時代には「京都洛南ボーイズ」でプレーしていた。高校は地元の強豪・京都成章高校に進学。1年次より内野手として強豪校でレギュラーを掴む。高校2年春に京都府大会で優勝するが、甲子園などの全国大会への出場はなかった。後に自身が監督を務める京都韓国学園（現：京都国際高校）の野球部が1999年に創部され、初戦で当時1年だった小牧擁する京都成章と対戦し、京都成章が34対0で圧勝している。
高校卒業後は関西大学に進学。大学の同期には、岩田稔がいた。2006年に大学を卒業後は、滋賀銀行に就職。当時の京都国際高校の監督が前述の自身の高校時代を覚えていたことや、京都韓国学園中学校から京都成章に進学していた同級生から声をかけられたことなどから、同校で週末に遊びがてら指導に当たるようになった。銀行は半年で退職し、2007年4月からは同校の社会科教諭に赴任して正式にコーチに就任。翌年の春からは監督に就任。就任当初の京都国際高校は府内でも弱小チームで野球経験者も少ない状況であった。その様な状況下においても中学時代は無名であった申成鉉や曽根海成がドラフト指名を受け力を付ける。2021年春開催の第93回選抜高等学校野球大会に韓国系の外国人学校をルーツに持つ高校として初出場。初出場初勝利をあげる。同年夏には府大会を勝ち抜き第103回全国高等学校野球選手権大会にも初出場。初出場ながらベスト4に進出している。令和6年8月23日、第106回全国高等学校野球選手権大会決勝戦で関東第一高等学校を延長タイブレークの末2-1で破り悲願の初優勝を果たす。

## 著名な教え子
- 申成鉉
- 曽根海成
- 清水陸哉
- 上野響平
- 釣寿生
- 早真之介
- 中川勇斗
- 森下瑠大
- 濵田泰希
- 杉原望来
- 長水啓眞